# Kokkanahalli, Chamarajanagar
Kokkanahalli là một làng thuộc tehsil Chamarajanagar, huyện Chamarajanagar, bang Karnataka, Ấn Độ.